# 1691 en science
| Années de la science : 1688 - 1689 - 1690 - 1691 - 1692 - 1693 - 1694    |
| Décennies de la science : 1660 - 1670 - 1680 - 1690 - 1700 - 1710 - 1720 |

Cet article présente les faits marquants de l'année 1691 en science.

## Événements
- 5 octobre : Leibniz utilise implicitement la méthode de séparation des variables pour résoudre une équation différentielle dans une lettre au savant hollandais Christiaan Huygens. La méthode est ensuite formalisée par Jean Bernoulli[1].

## Publications

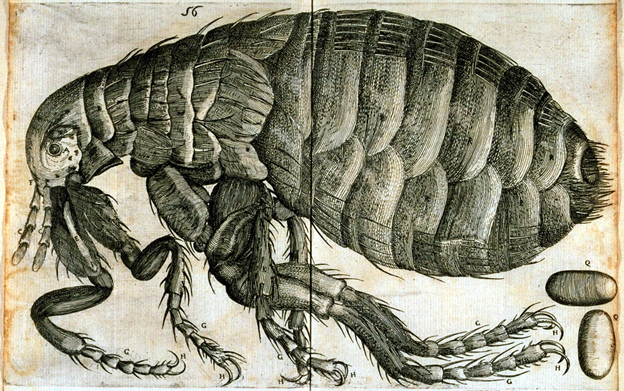
Puce représentée par Buonanni (1691).

- Filippo Bonanni : Observationes circà Viventia quæ in rebus non viventibus reperiuntur : cum Micrographia curiosa, Rome. Les résultats de ses observations microscopiques d'invertébrés
- Simon de La Loubère : Du Royaume de Siam. Il introduit pour la première fois dans la langue française le terme « carré magique », et expose une nouvelle méthode de construction, dite « méthode siamoise », permettant de construire des carrés d'ordre impair arbitraire.
- Anton Nuck (de) : Adenographia curiosa et uteri foeminei anatome nova, Leyde. Il démontre par une expérience sur une chienne que la fécondation a lieu dans l'ovaire[2].
- Michel Rolle : Démonstration d'une méthode pour résoudre les égalités de tous les degrés, Paris, 1691. Il énonce le théorème de Rolle pour les polynômes.

## Naissances
- 13 avril : Johann Friedrich Weidler (mort en 1755), écrivain, mathématicien et astronome allemand.

- Philip Miller (mort en 1771), botaniste écossais.

## Décès

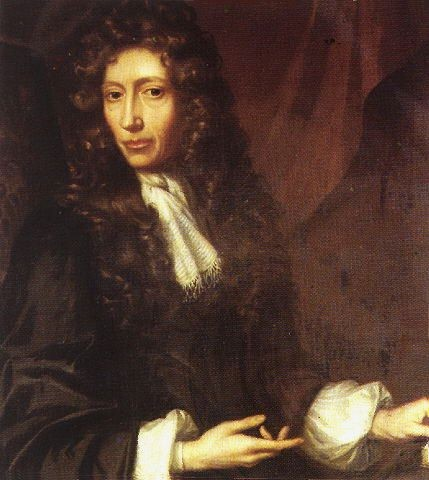
Robert Boyle

- 17 janvier : Richard Lower (né en 1631), médecin et physiologiste anglais.
- 28 février : Joseph Moxon (né en 1627), hydrographe, éditeur de textes mathématiques et de cartes, fabricant de globes et d'instruments mathématiques anglais.
- 23 mai : Adrien Auzout (né en 1622), astronome et physicien français.
- 30 décembre : Robert Boyle (né en 1627), physicien et chimiste irlandais, fondateur de la chimie moderne.